# A Woman Went Forth
A Woman Went Forth è un cortometraggio muto del 1915 diretto da Joseph Kaufman e prodotto dalla Lubin su un soggetto di Shannon Fife.

## Produzione
Il film fu prodotto dalla Lubin Manufacturing Company.

## Distribuzione
Distribuito dalla General Film Company, il film - un cortometraggio in due bobine - uscì nelle sale statunitensi il 3 marzo 1915.